# Gonçalo Pereira

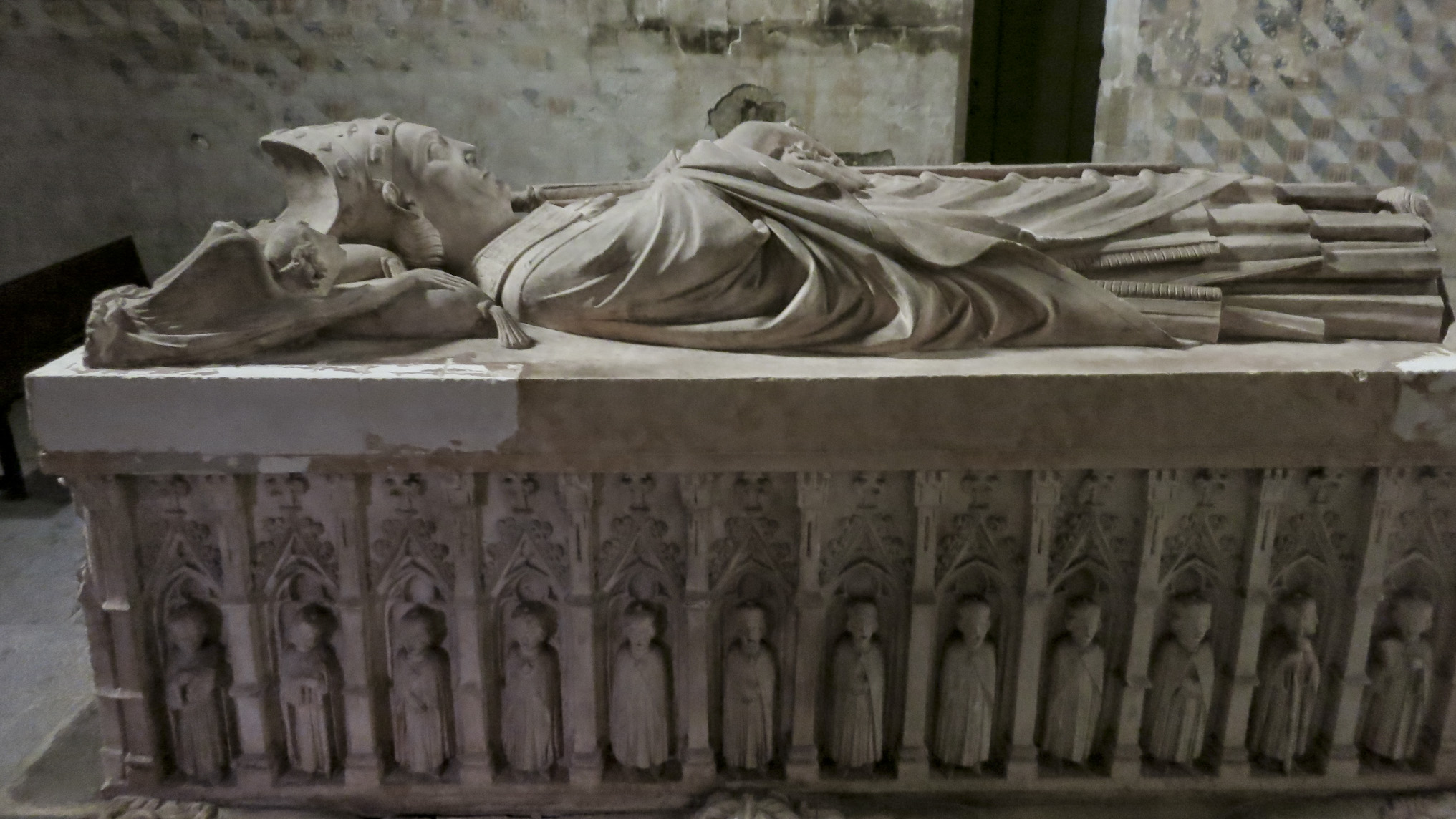
Túmulo de Gonçalo Pereira na Sé de Braga

Gonçalo Pereira (? — Braga, 22 de dezembro de 1348), foi um prelado português.

## Biografia
D. Frei Gonçalo Pereira foi, durante muitos séculos, assumido como sendo o filho mais velho do primeiro casamento de D. Gonçalo Peres Pereira, o Liberal, 3.º Senhor da Honra de Pereira, e de sua mulher Urraca Vasques Pimentel, neto paterno de D. Pedro Rodrigues Pereira, 2.° Senhor da Honra de Pereira, e de sua mulher Maria Pires Gabere ou Gravel, e neto materno de D. Vasco Martins Pimentel e de sua primeira mulher Maria Anes de Fornelo, nascido Gonçalo Gonçalves Pereira provável e supostamente no Solar da Quinta de Pereira, na extinta paróquia de Sanfins de Riba de Ave, e criado no Paço Real de D. Dinis de Portugal. Todavia, uma recente tese apresentada em 2017 no Instituto Português de Heráldica por Augusto Martins Ferreira do Amaral, desfez completamente esta versão, afirmando que foi ao chegar a Arcebispo Primaz e buscando elevar-se genealogicamente que D. Gonçalo Pereira adulterou o Livro de Linhagens do Conde D. Pedro de forma a surgir ligado ao ramo mais ilustre dos Pereira, pretensão não suportada pela documentação coeva, sem que se tenha, sequer, a certeza de que sejam a mesma linhagem de Pereira.
Em 1288 foi ordenado Diácono pelo 6.º Bispo da Guarda, D. Frei João (I) Martins. Foi Prior da Igreja de São Nicolau da Feira e, mais tarde, em 1296, viria a ser Deão da Sé do Porto.
Cónego da Sé de Tui, foi estudar para a Universidade de Salamanca, onde se formou.
Em 1320 foi enviado por D. Dinis I de Portugal à Cúria Pontifícia, em Avinhão, juntamente com o 1.º Almirante de Portugal, Manuel Pessanha, a fim de solicitarem ao Papa, entre outras coisas, auxílio financeiro para a guerra contra os Mouros.
Em 1321 era eleito 13.º Bispo de Évora, o que não se viria a efectuar; a 21 de Agosto de 1322, o Papa João XXII nomeou-o 17.º Bispo de Lisboa.
Regressado ao Reino de Portugal, celebrou um Sínodo Diocesano em 1324, no qual promulgou novas Constituições Sinodais, as quais, como parecessem muito pesadas em termos fiscais, acabaram por ser revogadas pelo seu sucessor.
Em 1326, vagando a Sé de Braga, da qual era Coadjutor, foi nomeado pelo Papa João XXII como 74.º Arcebispo de Braga e Primaz das Espanhas e 19.º Senhor de Braga de juro e herdade, cargo que ocupou até 22 de Dezembro de 1348, quando morreu.
Foi, ainda, o penúltimo Prior de Leça na Ordem Soberana e Militar Hospitalária de São João de Jerusalém e de Rodes até 1335, tendo sido sucedido por seu filho.
Combateu ao lado do Rei D. Afonso IV de Portugal na Batalha do Salado, a 30 de Outubro de 1340.
Em Braga, mandou construir a cidadela em torno da torre de menagem, no século XIV. A fortificação foi complementada posteriormente por D. Lourenço Vicente.
Na Sé de Braga, mandou construir a sua capela tumular, conhecida como Capela de Nossa Senhora da Glória. O jacente do Arcebispo Primaz é considerado um dos mais relevantes monumentos funerários da História da Arte Portuguesa.
Foi no seu tempo como Arcebispo Primaz que grassou em Portugal e no resto da Europa a célebre Peste Negra.
Do seu relacionamento com Teresa Peres Vilarinho, filha de Pero Gonçalves Vilarinho e de sua mulher, com quem viveu durante a sua estadia em Salamanca, teve um filho sacrílego: 
- D. Frei Álvaro Gonçalves Pereira (Salamanca, c. 1300 - Porto, 1375 ou Amieira do Tejo, c. 1379), que foi Prior do Crato, com geração, entre outras, de Iria Gonçalves do Carvalhal, filha de Pedro Gonçalves do Carvalhal e de sua mulher Aldonça Rodrigues, incluindo Rodrigo Álvares Pereira, D. Frei Pedro Álvares Pereira, Diogo Álvares Pereira, Fernão Álvares Pereira e o condestável D. Nuno Álvares Pereira.[3]